# Meteorologiåret 1861

## Händelser

### Februari
- 10 februari - En isstorm härjar vid Elkfloden i Minnesota, USA.[1]

### Juni
- 17 juni – 1.11 inch regn som skall ha innehållit svavel uppmäts i Forest City, Minnesota, USA skadar åkrar.[2]

### September
- 28 september - Susquehannafloden i USA svämmar över efter regn, och sveper med sig järnvägsbron i Keating.[3]

### Okänt datum
- Systematiska meteorologiska observationer inleds i Bergen, Norge.[4]
- Marinofficeraren och vetenskapsmannen Robert FitzRoy startar de första organiserade stormprognoserna i Storbritannien.[5]
- Vuontisjärvi i Sverige torrläggs.[6]

## Födda
- 6 januari – Abbott Lawrence Rotch, amerikansk meteorolog.
- 13 oktober – Isaac Cline, amerikansk meteorolog.

### Fotnoter
1. ↑  http://climate.umn.edu/pdf/ice_storms_in_minnesota.pdf Arkiverad 22 juni 2010 hämtat från the Wayback Machine.
2. ↑  This Day in Weather History - June Arkiverad 26 juli 2010 hämtat från the Wayback Machine.
3. ↑  Stephen F. Miller Jr. The Chronological History of Natural Disasters in North Central Pennsylvania. Läst 30 november 2006.
4. ↑  MET Arkiverad 21 mars 2015 hämtat från the Wayback Machine.
5. ↑  MET
6. ↑  SMHI